# Jan Frederik Schierecke
Jan Frederik Schierecke (* um 1752 in Middelburg, Provinz Zeeland; † 1801 in Amsterdam) war ein niederländischer Zeichner, Maler und Zeichenlehrer.

## Leben

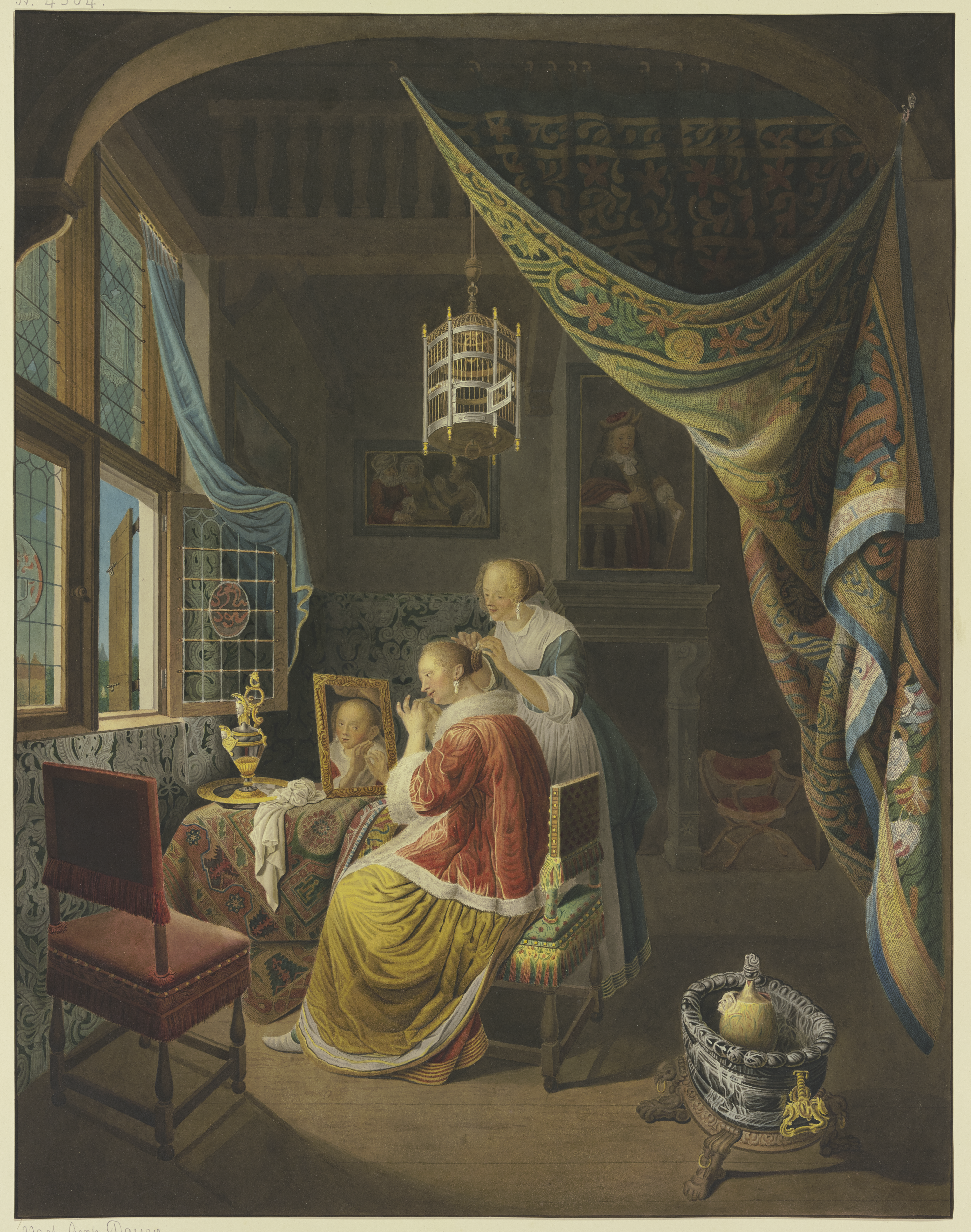
Eine junge Dame bei der Toilette, nach dem Original (1667) von Gerard Dou, Städelsches Kunstinstitut

Schierecke war Schüler der Zeichenschule von Lambert Krahe in Düsseldorf. In der dortigen Gemäldegalerie kopierte er Alte Meister. In seiner weiteren Karriere spezialisierte er sich darauf, im Auftrag von Sammlern Gemälde aus Sammlungen zu kopieren. Zuletzt lebte er in Amsterdam, wo er auch Zeichenunterricht gab.